# Kyle Vashkulat
Kirill "Kyle" Vashkulat (ur. 24 lipca 1990) – amerykański judoka. Olimpijczyk z Londynu 2012, gdzie zajął siedemnaste miejsce w wadze półciężkiej.
Uczestnik mistrzostw świata w 2010 i 2011. Startował w Pucharze Świata w latach 2010–2013. Brązowy medalista mistrzostw panamerykańskich w 2010 i 2011 roku.

## Letnie Igrzyska Olimpijskie 2012
| Konkurencja | Rundy eliminacyjne        | Klas. końcowa |
| Konkurencja | Przeciwnik I              | Miejsce       |
| ----------- | ------------------------- | ------------- |
| 100 kg      | Ramziddin Sayidov (UZB) P | 17.           |